# María Mariño
María Mariño Carou, née à Noia, en 1907 et morte à Folgoso do Courel en 1967 est une femme de lettres galicienne, connue son nom de plume María Mariño.

## Œuvre et parcours
On retient de son œuvre Los años pobres. Memoria de guerra y posguerras, où elle relate la tragédie de la guerre d'Espagne qu'elle subit avec sa famille réfugiée à Algorta, en Biscaye. Après la guerre, elle s'installe à Elantxobe, toujours au Pays basque, avec son mari, Roberto Posse, enseignant. Sous la dictature, le couple se fait remarquer par sa différence d'âge, elle étant plus âgée que lui de huit ans. Ils reviennent en Galice en 1946 et s'y installent définitivement. Elle se consacre à l'écriture, en castillan, puis en galicien, autour des artistes galiciens tels que Uxío Novoneyra, Manuel María, Domingo García-Sabell, Victoria Armesto, Augusto Assía ou Ramón Piñeiro. Elle publie notamment le poème "Palabra no Tempo" en 1963.
Elle décède, en Galice, le 19 mai 1967.

## Postérité
En 2007, la Journée des lettres galiciennes lui est consacrée.